# Sayan (Bali)
Sayan is een plaats op het Indonesische eiland Bali in de gelijknamige provincie.